# Spädflorskinn
Spädflorskinn (Botryobasidium candicans) är en svampart som beskrevs av J. Erikss. 1958. Spädflorskinn ingår i släktet Botryobasidium och familjen Botryobasidiaceae.  Arten är reproducerande i Sverige. Inga underarter finns listade i Catalogue of Life.

## Källor

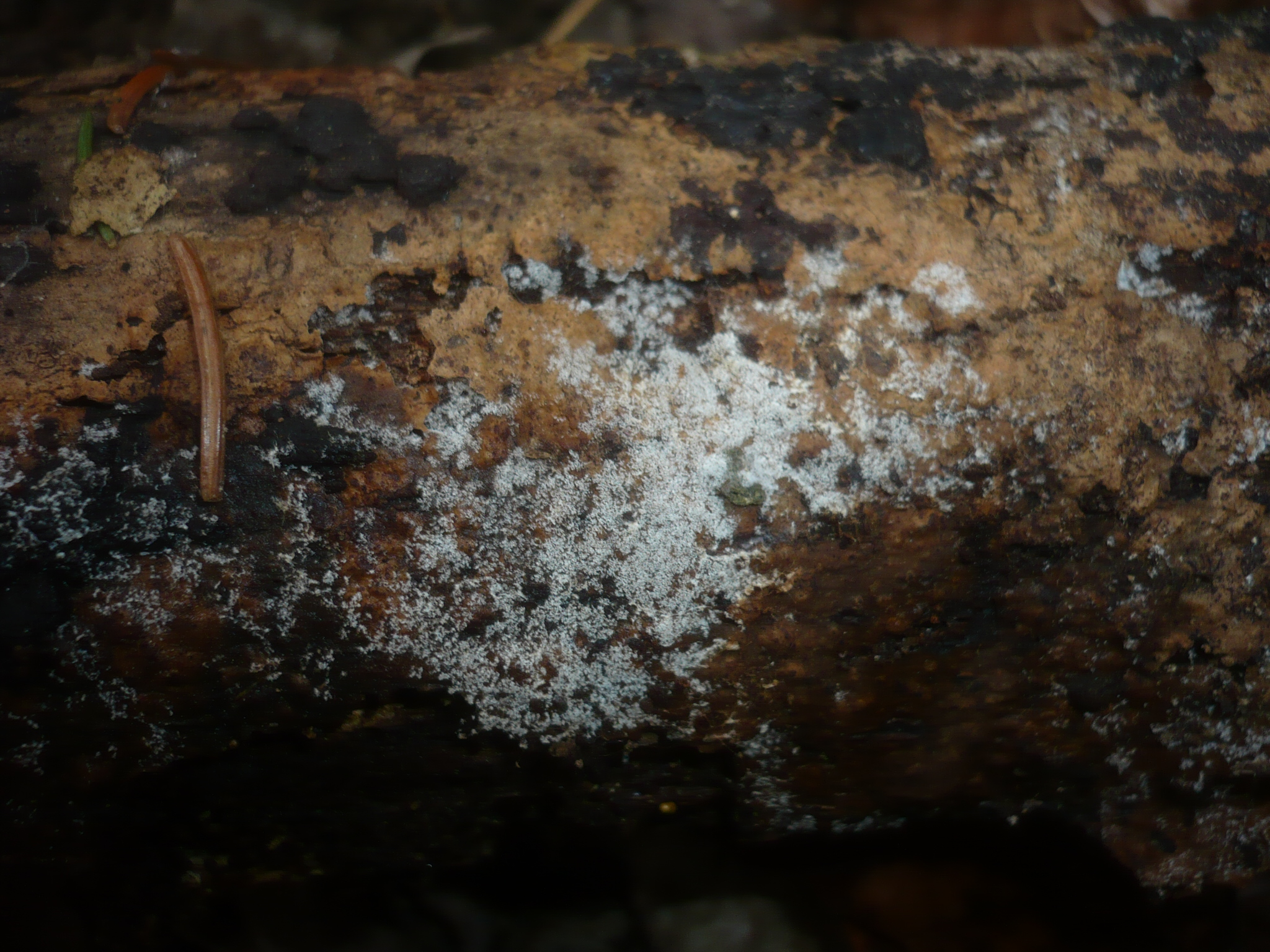